# 15e régiment de cavalerie (États-Unis)

Armoiries du 15ème régiment de cavalerie des États-Unis avec ornements extérieurs.

Le 15e Régiment de cavalerie des États-Unis est un régiment de l'Armée de terre des États-Unis. C'était un des régiments issus de l'expansion des forces armées établie pour la guerre hispano-américaine.